# سزتسون
سزتسون (آلمانی: Zersetzung) (به معنای تجزیه و اختلال) نوعی سرکوب خاموش و جنگ روانی بود که در زمان آلمان شرقی طراحی شد و توسط اشتازی، پلیس مخفی این کشور به کار گرفته شده بود. هدف سزتسون تضعیف و مختل کردن فعالیت‌های افراد یا گروه‌هایی بود که به عنوان دشمنان دولت تلقی می‌شدند. این استراتژی موذیانه شامل طیف گسترده‌ای از روش‌ها، از جمله نظارت، ارعاب، شایعه پراکنی، دستکاری روانی، خرابکاری و حتی آسیب فیزیکی بود. هدف ایجاد حس ترس و اضطراب، عدم اطمینان و انزوا در میان افراد مخالف حکومت بود که در نهایت مقاومت یا مخالفت آنها را بی‌ثبات می‌کرد. استفاده از سزتسون نقض شدید حقوق بشر و سوء استفاده آشکار از قدرت، توسط مقامات آلمان شرقی بود. سزتسون به نوعی یک تکنیک جنگ روانی بود که برای سرکوب مخالفان سیاسی در آلمان شرقی در طول دهه‌های ۱۹۷۰ و ۱۹۸۰ استفاده شد. طبق مدارک منتشر شده پس از سقوط حکومت آلمان شرقی، بیش از ۱۰/۰۰۰ نفر قربانی تاکتیک سزتسون شدند که در این میان ۵۰۰۰ نفر از سزتسون آسیب جدی دیدند.
اشتازی با طرح سزتسون، روابط دوستی، عشق، ازدواج و خانواده را با نامه‌های ناشناس، تلگراف و تماس‌های تلفنی و همچنین عکس‌های مخرب که اغلب تغییر می‌کردند، دستکاری می‌کرد.
اهداف روش سزتسون عمدتاً افراد یا گروه‌هایی بودند که در زمان جمهوری دموکراتیک آلمان (آلمان شرقی) دشمنان دولت در این کشور به حساب می‌آمدند. این شامل مخالفان سیاسی، فعالان، روشنفکران، هنرمندان، رهبران مذهبی، و هر کسی که به عنوان تهدیدی برای رژیم بود، می‌شد. اشتازی از روش سزتسون به عنوان وسیله ای برای تضعیف و مختل کردن فعالیت این افراد یا گروه‌ها با هدف خنثی کردن مخالفت آنها با دولت جمهوری دموکراتیک آلمان استفاده کرد. اشتازی با به‌کارگیری روش‌های مخفیانه برای ایجاد ترس، عدم اطمینان و تفرقه در میان اهداف خود، به دنبال تضعیف مقاومت آنها و منزوی کردن آنها از شبکه‌های حمایتی خود بود. سزتسون نوعی جنگ روانی بود که هدف آن شکستن روحیه، اراده و نفوذ مخالفان رژیم بود.